# Gastropathia hypertensiva
Unter einer Gastropathia hypertensiva (hypertensive Gastropathie) versteht man die Erweiterung von Venen der Magenschleimhaut durch den Rückstau venösen Blutes aufgrund eines erhöhten Blutdruckes im portovenösen Stromgebiet. Durch die Erweiterung kann es analog der Ösophagusvarizen zu einer akuten intestinalen Blutung mit potenziell letalem Ausgang kommen. 10 % der Blutungen durch portale Hypertension haben eine hypertensive Gastropathie als Ursache.
Die Therapie beschränkt sich auf druckentlastende Maßnahmen, zum Beispiel {\displaystyle \beta }-Blocker oder Shunt-Operationen. Für eine Resektionsoperation besteht bei akuter Blutung keine Indikation.

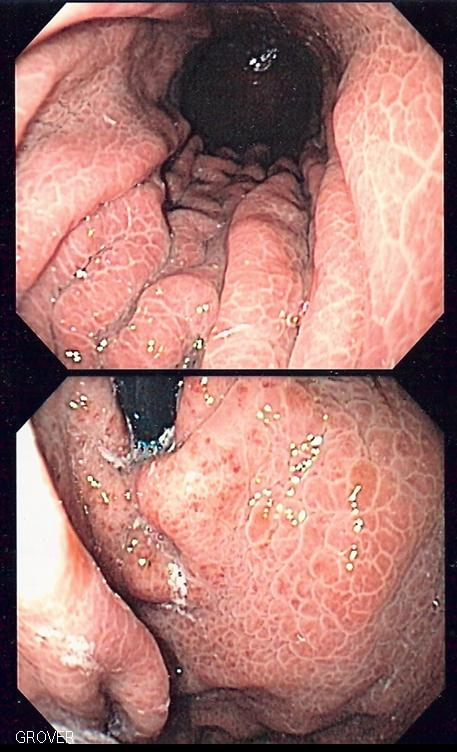
gastroskopische Ansicht der hypertensiven Gastropathie

Als Wassermelonenmagen werden rötlich-streifig aussehende (dem Muster auf der Schale der Wassermelone ähnelnde) Angiektasien des Magens mit zum Teil erheblicher Blutungsgefahr bezeichnet; häufig treten sie im Rahmen einer hypertensiven Gastropathie oder bei systemischer Sklerodermie auf.